# Liste der Monuments historiques in Saint-Médard-en-Jalles
Die Liste der Monuments historiques in Saint-Médard-en-Jalles führt die Monuments historiques in der französischen Gemeinde Saint-Médard-en-Jalles auf.

## Liste der Bauwerke
| Bezeichnung      | Beschreibung                  | Standort | Kennzeichnung | Schutzstatus | Datum | Bild           |
| ---------------- | ----------------------------- | -------- | ------------- | ------------ | ----- | -------------- |
| Schloss Bourdieu | Erbaut im 18. Jahrhundert     | (Lage)   | PA00083785    | Inscrit      | 1981  |                |
| Schloss Gajac    | Erbaut im 15./16. Jahrhundert | (Lage)   | PA00083786    | Inscrit      | 2013  | weitere Bilder |
| Kirche St-Médard | Erbaut im 12. Jahrhundert     | (Lage)   | PA00083787    | Inscrit      | 1925  | weitere Bilder |

## Liste der Objekte
| Bezeichnung  | Beschreibung                   | Standort                       | Kennzeichnung | Schutzstatus | Datum | Bild |
| ------------ | ------------------------------ | ------------------------------ | ------------- | ------------ | ----- | ---- |
| Beichtstuhl  | Holz, 18. Jahrhundert          | in der Kirche St-Médard (Lage) | PM33000734    | Classé       | 1971  |      |
| Zwei Glocken | Bronze, 1556 und 1661 gegossen | in der Kirche St-Médard (Lage) | PM33000733    | Classé       | 1942  |      |